# Eskimoïta
L'eskimoïta o esquimoïta  és un mineral de la classe dels sulfurs. Rep el nom dels esquimals, els primers pobladors de Groenlàndia, on va ser descoberta.

## Característiques
L'eskimoïta és una sulfosal de fórmula química Ag₇Pb10Bi15S36. Cristal·litza en el sistema monoclínic. La seva duresa a l'escala de Mohs és 4.
Segons la classificació de Nickel-Strunz, l'eskimoïta pertany a «02.JB: Sulfosals de l'arquetip PbS, derivats de la galena, amb Pb» juntament amb els següents minerals: diaforita, cosalita, freieslebenita, marrita, cannizzarita, wittita, junoïta, neyita, nordströmita, nuffieldita, proudita, weibul·lita, felbertalita, rouxelita, angelaïta, cuproneyita, geocronita, jordanita, kirkiïta, tsugaruïta, pillaïta, zinkenita, scainiïta, pellouxita, chovanita, aschamalmita, bursaïta, fizelyita, gustavita, lil·lianita, ourayita, ramdohrita, roshchinita, schirmerita, treasurita, uchucchacuaïta, ustarasita, vikingita, xilingolita, heyrovskýita, andorita IV, gratonita, marrucciïta, vurroïta i arsenquatrandorita.

## Formació i jaciments
Va ser descoberta al dipòsit de criolita d'Ivittuut, situat al fiord Arsuk, al municipi de Sermersooq, Groenlàndia. Posteriorment, també ha estat descrita a Àustria, Bulgària, República Txeca, França, Hongria, Portugal, Romania, Tadjikistan, el Japó i els Estats Units.